# Arnual
Arnual (auch Arnoald, lateinisch Arnualdus) ist ein katholischer Heiliger. Er war in den Jahren 601 bis 609 Bischof von Metz. Sein Gedenktag ist der 9. Oktober.
Der Name „Arnoald“ kommt aus dem Althochdeutschen und bedeutet „wie ein Adler waltend“. Arnual gilt als Gründer des Stiftes in der Ortschaft Merkingen, die später in St. Arnual umbenannt wurde und heute ein Stadtteil von Saarbrücken ist.
Arnual heiratete um 584 seine Frau Oda, mit der er zwei Kinder hatte. Er hatte den Wunsch, Priester zu werden, und das Ehepaar trennte sich, Oda trat in ein Kloster ein. Arnual wurde 601 in Nachfolge seines Onkels Aigulf Bischof von Metz, verzichtete aber 609 auf den Bischofsstuhl und wurde Eremit. Im selben Jahr gründete er eine Klerikergemeinschaft in Merkingen, dem heutigen St. Arnual. Der Überlieferung nach erhielt Arnual das Dorf Merkingen vom Merowingerkönig Theudebert II. als Geschenk. Von diesem Stift aus missionierte er die Gebiete rund um das heutige Saarbrücken. Er soll auch in St. Arnual bestattet sein, Ausgrabungen in der Zeit von 1989 bis 1995 zeigten eine bedeutende merowingische Grabstätte in der Vierung der Kirche, auf die die anderen Gräber der Zeit ausgerichtet sind. Arnual galt in Metz und am fränkischen Königshof seit der Zeit Karls des Großen als Stammvater der Karolinger.